# أراي دي سوزا كامارغو جونيور
أراي دي سوزا كامارغو جونيور (27 يناير 1982 في أومواراما في البرازيل – )؛ هو لاعب كرة قدم سابق كان يلعب كمدافع.

## وصلات خارجية
- أراي دي سوزا كامارغو جونيور على موقع رابطة كرة القدم اليابانية للمحترفين (اليابانية)
- أراي دي سوزا كامارغو جونيور على موقع قاعدة بيانات كرة القدم.إي يو (الإنجليزية)
- أراي دي سوزا كامارغو جونيور على موقع Soccerway.com (الإنجليزية)
- أراي دي سوزا كامارغو جونيور على موقع عالم كرة القدم.نت (الإنجليزية)